# وضعية الكتف المدور
وضعية الكتف المدور والمعروفة أيضًا باسم "وضعية الأم"، هي مشكلة شائعة في القوام حيث تميل وضعية الراحة للكتفين إلى الأمام عن المحاذاة المثالية للجسم. يشعر المرضى عادةً بالانحناء والتحدب، وتتدهور الحالة إذا تركت دون علاج. لخصت دراسة أجريت عام 1992 إلى أن 73% من العاملين الذين تتراوح أعمارهم بين 20 و 50 عامًا لديهم كتف أيمن مدور، 66%
منهم لديهم كتف أيسر مدور يُعتقد عمومًا أن الرقمنة جنبًا إلى جنب مع الاستخدام غير السليم للأجهزة الرقمية قد أدت إلى انتشار أنماط الحياة الخاملة، مما يساهم في سوء القوام. تؤدي أعراض وضعية الكتف المدور إلى تصلب الجزء العلوي من الظهر، وتصلب الرقبة، وتصلب الكتف. يمكن تشخيصها عن طريق عدة اختبارات، بما في ذلك الفحوصات البدنية واختبارات التصوير. لمنع تفاقم وضعية الكتف المدور، قد يكون الحفاظ على القوام السليم،[بحاجة لمصدر] وممارسة التمارين الرياضية بانتظام، والخضوع لعلاجات تأهيلية فعالًا. إذا تفاقمت الحالة، يجب على المرضى طلب المساعدة من الممارسين الطبيين لتلقي العلاج. إذا تُركت وضعية الكتف المدور دون علاج، فمن المرجح أن ينتج عنها ألم مزمن، وانخفاض في السعة الرئوية، وتدهور في الصحة النفسية والاجتماعية.

## الأسباب

### سوء القوام
يمكن أن يتسبب سوء القوام في ظهور الكتفين المدورين بسبب اختلال توازن العضلات وتوزيع الوزن غير المتساوي في الجزء العلوي من الجسم.قد يؤدي قضاء فترات طويلة في أوضاع تضع إجهادًا غير ضروري على الكتفين والرقبة إلى إجهاد بعض العضلات وإضعاف عضلات أخرى. على سبيل المثال، إذا قضى الفرد فترة طويلة من الوقت في وضعيات الجلوس دون تمدد، فإن عضلات الصدر والجزء الأمامي من الذراع تقصر وتتصلب، في حين أن عضلات الجزء العلوي من الظهر والرقبة تضعف وتطول، ونتيجة لهذا اللا تناظر، قد يتدحرج الكتفان إلى الأمام و يصبح الجزء العلوي من الظهر مستديرًا (حدابًا).

### علم الوراثة
غالبًا ما يتأثر تطور وضعية الكتف المدور بالعوامل الوراثية، حيث يمكن لبعض السمات الموروثة أن تؤثر على بنية العظام، والقوة العضلية، ومرونة النسيج الضام. على سبيل المثال، يمتلك بعض الأشخاص بشكل طبيعي ظهرًا علويًا مستديرًا بسبب طريقة ترتيب الفقرات القطنية.  قد يكون لدى آخرين بشكل طبيعي عضلات في الجزء العلوي من الظهر والرقبة أضعف وأكثر عرضة للتمدد، بالإضافة إلى عضلات في الصدر والكتف الأمامي أكثر مقاومة للتمدد. يمكن لاضطرابات النسيج الضام، مثل متلازمة إهلرز-دانلوس، أن تغير أيضًا قوة ومرونة الأربطة والأوتارسيزداد خطر فرط حركة المفاصل وعدم استقرارها.

### الضغوط النفسية
عندما يكتشف الدماغ تهديدًا، سواء كان جسديًا أو نفسيًا، فإن الجسم سيُهيئ نفسه للرد على هذا التهديد (يُعرف أيضًا باسم "استجابة الكر والفر").
تشمل الاستجابات الشائعة: شد الفك، وتقلص عضلات البطن، وحبس التنفس، وتقوس الكتفين للأمام. قد تسبب الضغوط النفسية المستمرة مثل عدم الرضا الوظيفي، والصعوبات المالية، أو المشاكل الأسرية تغيرات جسدية في الجسم مثل استدارة الكتفين للأمام ، وصداع التوتر ، وتوتر العضلات.

## الحالات الطبية

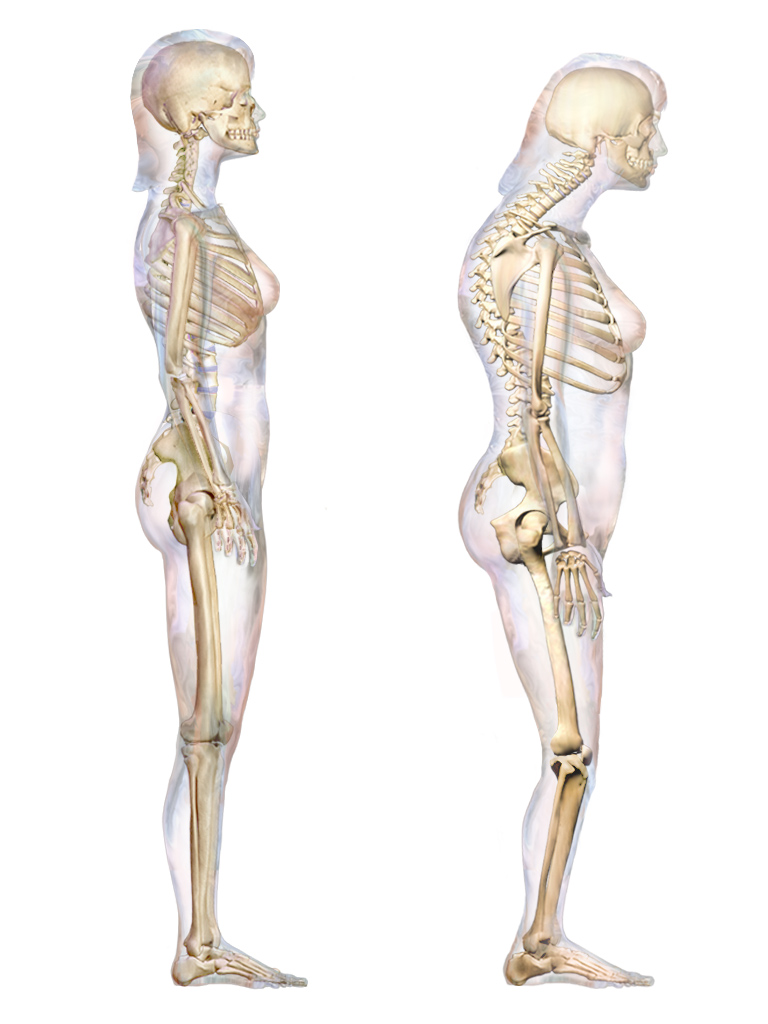
شخص طبيعي [يسار] مقابل مريض الحداب [يمين

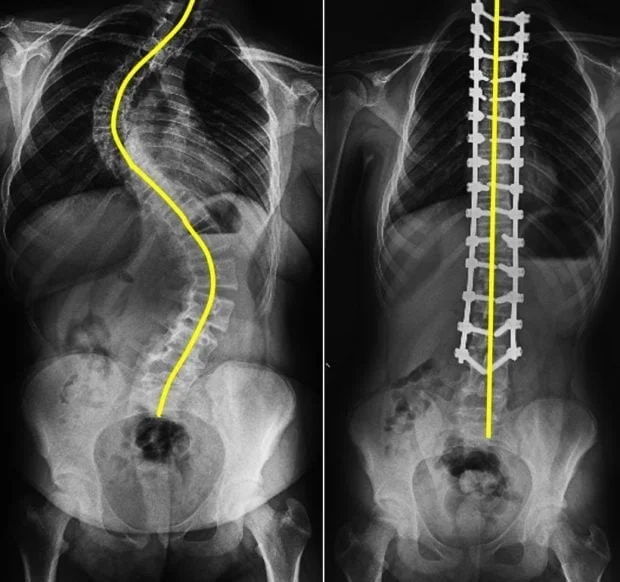
الجنف [يسار] مقابل شخص طبيعي [يمين

قد تكون وضعية الكتف المدور عرضًا لبعض الحالات الطبية، مثل الحداب، والجنف، أو التهاب الفقار المقسط. الحداب هو اضطراب في العمود الفقري يساهم في الانحناء المفرط للجزء العلوي من الظهر،مما يؤدي إلى وضعية منحنية وحداب وضعي. يشير الجنف إلى حالة يوجد فيها انحناء جانبي في عمود الشخص الفقري، مما يتسبب في أن يصبح الكتفان غير متساويين ومستديرين.

## الأعراض
أعراض وضعية الكتف المدور تشمل وضعية الرأس الأمامية، وألم مزمن في الكتف والرقبة،بالإضافة إلى انخفاض مدى الحركة والمرونة في الكتف؛مما يعيق القدرة على أداء الأنشطة اليومية.

## التشخيص
يتضمن تشخيص الكتفين المدورين فحصًا جسديًا. سيقوم أخصائيو الرعاية الصحية بتقييم وضعية المريض، ومدى حركته، وقوته أثناء الفحص. قد يتم إجراء الاختبارات التالية:

### تقييم الوضعة
يُطلب من المرضى الوقوف بشكل طبيعي مع وضع أطرافهم العلوية على الجانبين. يتم تحديد الناتئ الغرابي للعظم الكتفي، والثلمة القصية، والزاوية الخلفية الوحشية للنهاية الأخرمية للعظم الكتفي، والفقرات الصدرية المجاورة وتحديدها بعلامات. تُقاس المسافة بين الناتئ الغرابي والثلمة القصية، والمسافة بين الزاوية الخلفية الوحشية للنهاية الأخرمية والفقرات الصدرية المجاورة بشريط قياس لحساب مؤشر الكتف باستخدام الصيغة: (المسافة بين الناتئ الغرابي والثلمة القصية) / (المسافة بين الزاوية الخلفية الوحشية للنهاية الأخرمية والفقرات الصدرية المجاورة)×100.

### تقييم مدى الحركة
سيقوم الأخصائيون الطبيون بتقييم قدرة المريض على تحريك كتفيه والجزء العلوي من ظهره خلال المدى الحركي الكامل لهما للتحقق من وجود أي قيود أو تحديدات.

### اختبار قوة العضلات
تُستخدم اختبارات قوة العضلات أيضًا لتقييم وضعية الكتف المدور. يمكن للاختبارات التالية تقييم قوة العضلات:

#### اختبار الدوران الخارجي للكتف
في هذا الاختبار، تُفحص قوة العضلات المديرة الوحشية للكتف، بما في ذلك العضلة تحت الشوكة والعضلة المدورة الصغيرة. يُطلب من المرضى إبقاء الساعدين مثنيين بزاوية قائمة مع إبقاء الذراعين بمحاذاة الجذع. ستُطبق مقاومة على المرضى بينما يقوم المريض بالتدوير الوحشي للكتفين.

#### اختبار تقريب لوح الكتف
في هذا الاختبار، تُقيَّم قوة العضلة شبه المنحرفة المتوسطة والعضلة شبه المنحرفة السفلية، المسؤولتين عن تقريب لوح الكتف. يُطلب من المرضى اتخاذ وضعية مع وضع أطرافهم العلوية بمحاذاة الجذع. تُطبَّق مقاومة بينما يحاول المرضى ضم لوحي الكتف معًا.

#### اختبار تبعيد الكتف
في هذا الاختبار، تُقاس قوة العضلة الدالية. يُطلب من المرضى تبعيد الطرف العلوي عن الجذع. تُطبَّق مقاومة عندما يحاول المرضى رفع الطرف العلوي أثناء الاختبار.

### الجس
سيقوم الفاحص بتحسس عضلات الجزء العلوي من ظهر المريض ورقبته بيديه للتحقق من وجود شد أو توتر أو شذوذات في العضلات.

### الفحوص التصويرية
تُستخدم الفحوص التصويرية مثل التصوير الشعاعي البسيط، والتصوير المقطعي المحوسب، والتصوير بالرنين المغناطيسي لتحديد سبب ومدى وضعية الكتف المدور.
سيتمكن الفاحص من تحديد مناطق الضعف، وتزويد المرضى بنظام تمارين مستهدف للعلاج لتحسين وضعية الكتف المدور.

## العلاج

### عام
على الرغم من أن سبب متلازمة الكتف المستديرة متعدد العوامل، إلا أن عاملين رئيسيين يساهمان فيها هما ضيق العضلة الصدرية الصغرى وضعف العضلة شبه المنحرفة السفلية. وباعتبار العضلة الصدرية الصغرى العضلة الوحيدة التي تنشأ أمامياً وترتكز على لوح الكتف من الأمام وتعمل بين لوح الكتف والصدر، فقد ثبت سريرياً دورها في تفضيل الدوران الداخلي والدوران السفلي للوح الكتف. كما أن نقص قوة العضلات في العضلات شبه المنحرفة السفلية هو أيضاً اكتشاف سريري شائع لدى المرضى الذين يعانون من الكتفين المدورتين، حيث يُعتقد أنها تقيد تمدد المفاصل الوجيهية في الجزء الأوسط والسفلي من العمود الفقري الصدري. لذلك، غالباً ما يستهدف علاج متلازمة الكتف المستديرة الأعراض أو الأسباب الجذرية المرتبطة بمناطق المشاكل هذه.

### العلاج الطبيعي / التمارين والإطالة
لخصت دراسة تجريبية عشوائية ومعماة ومضبوطة إلى أن علاج العلاج الطبيعي الذي يستهدف الأنسجة الرخوة للعضلة الصدرية الصغيرة والمدمج مع الإطالة الذاتية أدى إلى تحسن كبير في وضعية الكتف المدور. تشمل الأنظمة المطبقة بشكل شائع تمرين ماكنزي–وهو تمرين للعلاج الذاتي يتكون من حركات تكرارية مثل التعبئة والمعالجة اليدوية للمساعدة في تصحيح الوضعية؛ وتمرين كيندال لتقوية مثنيات العنق العميقة والعضلات الصدرية لتصحيح محاذاة العنق.

### علاجات علاجية أخرى
من المعروف أيضًا أن تقويم العمود الفقري وعلاج تخفيف الضغط بالإضافة إلى التدليك العلاجي تساهم في فك الكتفين المشدودتين عن طريق تقوية عضلات الصدر. من خلال تطبيق قوى مُحكمة على المفاصل الفقرية، وإحداث فراغ بين الفقرات، وعجن الأنسجة الرخوة في الجسم على التوالي؛ تعالج هذه العلاجات مصادر أساسية للكتفين المدورتين وتستعيد الاختلالات العضلية الهيكلية عن طريق إعادة محاذاة العمود الفقري والكتفين.

## الوقاية
غالباً ما يرتبط انتشار الكتفين المدورتين بأنماط الحياة الحديثة، مثل قضاء ساعات طويلة في الجلوس أمام جهاز الحاسوب أو الانحناء على جهاز محمول.

### الوضعية السليمة
يُعد الحفاظ المستمر على وضعية جيدة أحد أكثر الإجراءات الوقائية المباشرة للكتفين المدورتين. يمكن أن يساعد الجلوس باستقامة وتفعيل عضلات الجذع لإبقاء الكتفين للخلف وللأسفل في الحفاظ على المحاذاة السليمة ومنع الكتفين من التقدم للأمام. بالإضافة إلى ذلك، يمكن أن يساعد إطالة عضلات الصدر وتقوية عضلات الظهر أيضًا في تحسين الوضعية. تشمل التمارين التي تقوي عضلات الظهر تمارين التجديف، والسحب للأعلى، وضغط لوحي الكتف. يمكن أن تساعد تمارين مثل إطالة الصدر عند عتبة الباب في تخفيف التوتر الذي يساهم في الكتفين المدورتين. يمكن أن يمنع التنفيذ التآزري لتقوية العضلات والإطالة بشكل فعال تطور الكتفين المدورتين.

### التمارين المنتظمة
يمكن أيضًا الوقاية من الكتفين المدورتين عن طريق أخذ فترات راحة متكررة من الجلوس لفترات طويلة للانخراط في نشاط بدني منتظم. يمكن للأنشطة التي تتطلب حركة الذراع والكتف، مثل السباحة والمشي والرياضات الأخرى، أن تساعد في تقوية وإطالة العضلات المرتبطة، وتحسين الوضعية وتقليل احتمالية الإصابة بالكتفين المدورتين.

## مضاعفات عدم علاج الكتفين المدورتين
ومع ذلك، إذا تُركت الكتفين المدورتين دون تشخيص، فقد تؤدي إلى العديد من المضاعفات طويلة الأمد. قد يؤدي مدى شذوذ الوضعية إلى زيادة كبيرة في معدل حدوث الألم وعدم الراحة في الرقبة والكتفين وأعلى الظهر، مما قد يؤثر بعد ذلك على الصحة العامة والعافية.

### الألم المزمن
قد يكون للألم المزمن والانزعاج الناجمين عن الشد المستمر في عضلات الجزء العلوي من الجسم تأثير سلبي على الحياة اليومية. يؤدي هذا الانزعاج إلى انخفاض الخفة ومدى الحركة، مما يجعل إنجاز المهام الروتينية أكثر صعوبة. قد تتأثر جودة حياة المريض بشكل كبير أيضًا بسبب الصداع العنقي أحادي الجانب الذي ينشأ في الأنسجة العضلية الهيكلية التي تعصبها الأعصاب العنقية ويمتد إلى المناطق الجبهية الصدغية والحجاجية.

### انخفاض سعة الرئة
يُعد انخفاض سعة الرئة مشكلة أخرى مرتبطة بالكتفين المدورتين. قد يصبح التجويف الصدري مقيدًا عندما يكون الكتفان في وضعية متقدمة، مما يجعل التنفس بعمق أكثر صعوبة بسبب انخفاض السعة الكلية للرئة. علاوة على ذلك، تضعف عضلات الشهيق الثانوية، مثل العضلة المنشارية الأمامية والعضلة القصية الترقوية الخشائية والعضلة الصدرية الصغيرة، نتيجة للوضعية الحدابية والميل الحوضي الخلفي الذي يسطح التحدب القطني. ثم تنشأ أنماط تنفس غير نمطية من فرط تنشيط عضلات الشهيق الثانوية بسبب ضعفها. قد يؤدي ذلك إلى ضيق في التنفس وإرهاق، مما يجعل المشاركة في التمارين البدنية أكثر صعوبة بشكل متزايد.

### الصحة النفسية الاجتماعية
يمكن أن تؤثر الكتفين المدورتين أيضًا على الصحة النفسية الاجتماعية والصحة العقلية. يُعد الاكتئاب والقلق من الآثار الجانبية النفسية الشائعة للألم المزمن. قد يعاني الأفراد المصابون بالألم المزمن من القلق بشأن المستقبل وقدرتهم على إدارة الألم، بالإضافة إلى أعراض اكتئابية بسبب الآثار السلبية التي يحدثها الألم على جودة حياتهم. إذا لم تتم إدارة الألم بشكل صحيح أو إذا كان يتعارض مع المهام اليومية، فقد يكون التعامل مع هذه المشاعر صعبًا بشكل خاص. قد تتأثر التفاعلات الاجتماعية أيضًا بالألم المزمن. قد يجد المرضى الذين يعانون من الألم المزمن أن انزعاجهم يجعل من الصعب عليهم العمل وممارسة الرياضة والتواصل الاجتماعي، مما قد يؤدي إلى مشاعر الوحدة والإحباط التي قد تفاقم المشكلات النفسية المذكورة أعلاه.

### مضاعفات إضافية
تشمل المضاعفات الإضافية المبلغ عنها للكتفين المدورتين ضعف التوازن، وألم الفك، والصداع النصفي، ومشاكل أخرى.

## الاستشارة الطبية
تُعد وضعية الكتف المدورة مشكلة ينبغي معالجتها، حيث ستنتج عنها العديد من المضاعفات الخطيرة إذا تركت دون علاج، مثل الألم المزمن والصداع أو صعوبات التنفس. قد تقلل وضعية الكتف المدورة أيضًا من تقدير الذات والثقة بالنفس بسبب مظهرها غير النمطي.
للوقاية من وضعية الكتف المدورة أو تصحيحها، يجب على الأفراد الحفاظ على وضعية جيدة عند أداء المهام اليومية، وأخذ فترات راحة متكررة عند الضرورة. كما أن التمارين المنتظمة مفيدة في تقوية عضلات الجزء العلوي من الظهر والرقبة. سيتم تقليل محاذاة الوضعية والألم والانزعاج لتحسين صحتنا العامة وعافيتنا.
يجب الإبلاغ عن الألم أو الانزعاج المطول الناتج عن الكتفين المدورتين إلى الممارسين الطبيين.يمكن أن تساعد استشارة الطبيب أو أخصائي العلاج الطبيعي في وضع استراتيجية محددة لتجنب المشكلة وعلاجها. يمكن لمعالج خبير معالجة أي مشاكل أساسية مرتبطة بعادات نمط حياة المريض، والذي يمكنه بعد ذلك اقتراح تمارين إطالة وتمارين محددة لتصحيحها.